# تام هانتر (بازیکن لاکراس)
تام هانتر (انگلیسی: Tom Hunter؛ زادهٔ) بازیکن لاکراس اهل ایالات متحده آمریکا است.